# 캐리 도메리

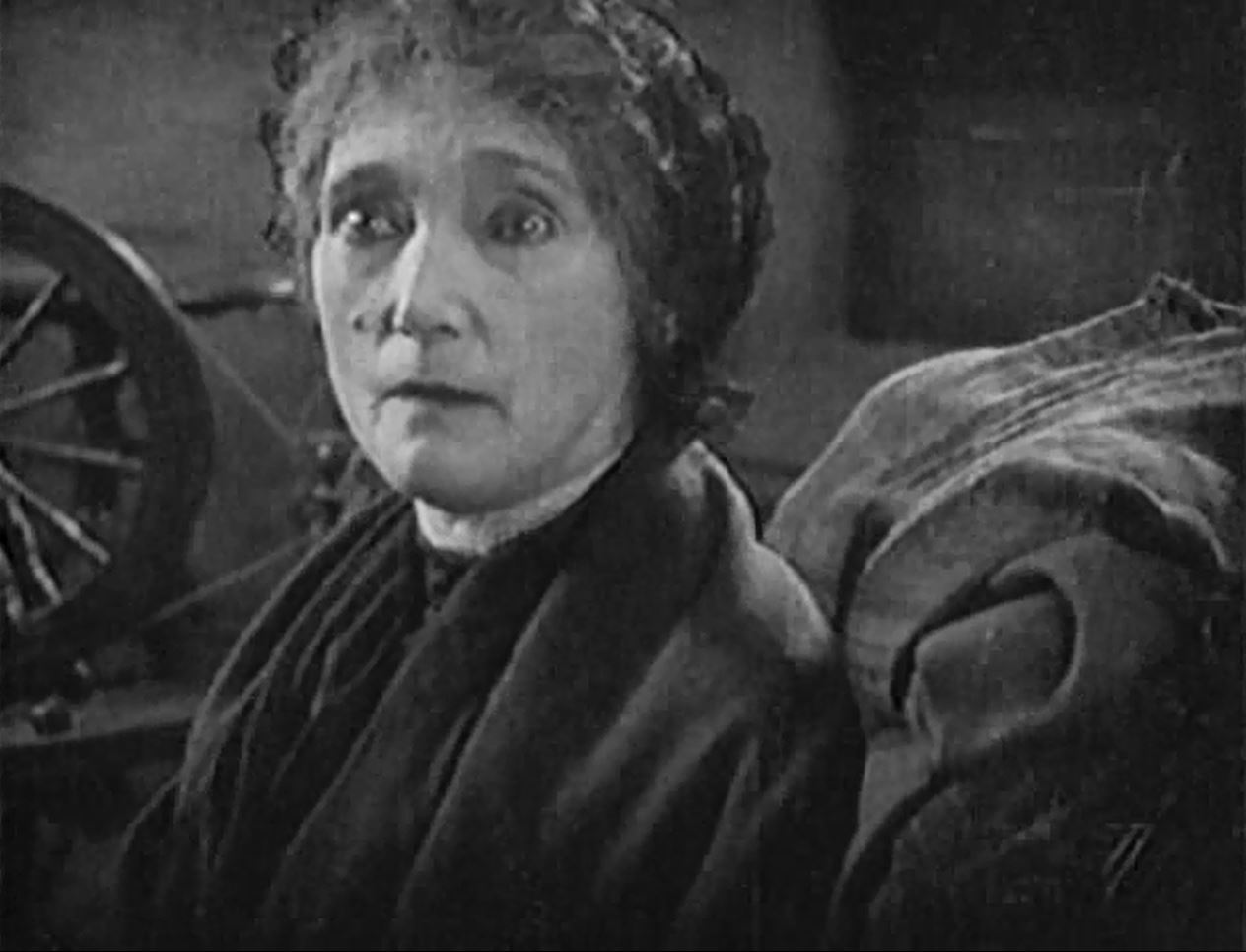

캐리 도메리(Carrie Daumery, 1863년 3월 25일 ~ 1938년 7월 1일)는 미국의 영화배우이다.
암스테르담에서 태어났으며 로스앤젤레스에서 사망하였다.

## 영화
- 러브 미 투나잇 (1932년)
- 라이프 오브 더 파티 (1930년)
- 뉴 문 (1930년)
- 칠드런 오브 프레져 (1930년)
- 마지막 위험 (1929년)
- 웃는 남자 (1928년)
- 이브의 정원 (1928년)